# Rabin Baldewsingh
Rabin Satnarainsing Baldewsingh (Paramaribo, 26 juni 1962) is een Nederlands bestuurder en politicus, schrijver, dichter en filmmaker van Surinaams-Hindoestaanse afkomst. In 2021 werd hij  Nationaal Coördinator tegen Discriminatie en Racisme (NCDR). Eerder was hij raadslid en wethouder namens de Partij van de Arbeid in de gemeente Den Haag.

## Achtergrond
Baldewsingh is geboren als kleinzoon van Brits-Indische contractarbeiders in Leiding 8A, een leefgemeenschap van Hindoestaanse kleine landbouwers op het platteland van Suriname. Hij groeide op in het District Para (later geheten Wanica) op landsboerderij 'Reebergproject'. 
In 1975, op 13-jarige leeftijd, vertrok Baldewsingh naar Nederland. Hij woonde de eerste vijf jaar in Leiden en vanaf 1980 in Den Haag waar hij maatschappelijk en politiek actief werd.

### Opleiding en begin carrière
Na het doorlopen van de lagere school op Reeberg (Openbare School Reeberg) doorliep Baldewsingh de middelbare school in Leiden, Nederland. Hij behaalde zijn mavo, havo en vwo diploma aan de Sint Agnes Scholengemeenschap. Hij combineerde zijn school met weekendwerk als afwasser in een restaurant. Omdat zijn ouders nog in Suriname woonden en hij minderjarig was toen Suriname onafhankelijk werd, is zijn Nederlandse nationaliteit van hem afgenomen en werd hij Surinamer. Maar in 1980, op zijn 18e, werd hij genaturaliseerd en vertrok hij naar Den Haag. Vanuit Den Haag maakte hij zijn middelbare school in Leiden af en studeerde enkele jaren Engelse Taal en Letterkunde aan de Rijksuniversiteit Leiden.
In Den Haag werd hij actief in de sociaal-culturele wereld van de Hindoestaans-Haagse gemeenschap. Vanaf 1985 initieerde hij culturele en literaire festivals in Den Haag, zoals het Milan Festival in het Zuiderpark en het Hindoestaans Filmfestival ter promotie van de Indiase Cinema. Ook nam hij het initiatief tot de realisatie van het Sarnámihuis in Den Haag (het centrum voor het Hindoestaans cultureel erfgoed), het standbeeld van Mahatma Gandhi en het Nationaal Hindoestaans Immigratiemonument, beide op het Hobbemaplein in Den Haag. Ook werd hij actief in een jongerenorganisatie en was hij een van de gesprekspartners voor de gemeente Den Haag over het te voeren jongerenbeleid in de stad.
In 1986 ging hij als redacteur werken bij de lokale migrantenomroep in Den Haag (MTV Den Haag, later MOS Den Haag). Daarna werkte hij mee als redacteur en researcher aan documentaires voor de NOS/Feduco. In 1991 werd hij directeur/hoofdredacteur van Omroep Mozaïek, de lokale migrantenomroep van Rotterdam. Van 1993 tot 2006 werkte hij als freelance programmamaker voor verschillende omroepen als scenarist/redacteur, programmamaker en regisseur.

## Politiek

### PvdA
Na een campagnebijeenkomst voor de gemeenteraadsverkiezingen in maart 1986 in de Houtzagerij in Den Haag, raakte hij geïnspireerd door Joop den Uyl, die daar een toespraak hield. Hij meldde zich onmiddellijk aan als lid van de Partij van de Arbeid. Hij werd actief in in het campagneteam en in diverse werkgroepen, later ook in het Algemeen Bestuur. Zijn interesse ging vooral uit naar multiculturele vraagstukken, leefbaarheid, duurzaamheid en milieu, welzijn en werkgelegenheid, armoedebestrijding, onderwijs, burgerparticipatie, cultureel erfgoed, mediabeleid en burgerschap en binding.

### Gemeenteraadslid
Vrij snel raakte hij betrokken bij de gemeentepolitiek en koesterde hij de wens om volksvertegenwoordiger te worden. Bij de gemeenteraadsverkiezingen van 1994 meldde hij zich aan voor de lijst. Op de kieslijst kwam hij op plek 20 en hij werd niet gekozen. Hij werd echter wel lid van het Algemeen Bestuur van Haaglanden. Baldewsinghs politieke doorbraak kwam in 1998. Op de kandidatenlijst stond hij op een verkiesbare negende plaats en met veel voorkeurstemmen werd hij voor het eerst gekozen in de Haagse gemeenteraad, wat hij combineerde met het plaatsvervangend lidmaatschap van het Algemeen Bestuur van Haaglanden. In 2002 prolongeerde hij zijn lidmaatschap van de gemeenteraad en werd hij ook lid van het fractiebestuur (eerst secretaris, later vicefractievoorzitter/penningmeester). Als gemeenteraadslid hield hij zich bezig met onderwijs en integratiebeleid, welzijnsbeleid, cultuurbeleid, verkeer en vervoer, de Haagse binnenstad en met sport. Hij was toonaangevend in de discussies rond het Haagse integratiebeleid (culturele diversiteit) en de bevordering van leefbaarheid en goed openbaar vervoer (tramtunnel). Ook was hij mede-indiener van de motie voor een 50 meter-zwembad in Den Haag.

### Wethouderschap
Op 20 april 2006 werd hij door de gemeenteraad benoemd tot wethouder van Burgerschap (integratie & inburgering), Deconcentratie (stadsdelen en wijken), Leefbaarheid (stadsbeheer en onderhoud buitenruimte) en Media. Hij werd ook stadsdeelwethouder van het Stadsdeel Escamp. Hij zat verder in de Taskforce Inburgering, het G4-Mediaoverleg met het ministerie, in het Groenoverleg in de regio Haaglanden en in het Structureel Overleg met het Waterschap. Voorts was hij verantwoordelijk voor de Scheveningse Haven en het water- en strandbeleid.
In 2010 continueerde hij zijn wethouderschap, met deels een andere portefeuille. Hij werd toen wethouder van Volksgezondheid, Duurzaamheid (milieubeleid), Media en Organisatie. Verder was hij verantwoordelijk voor Personeelsbeleid, ICT, Communicatie, Monumentenzorg, Archeologie en voor de Naturalisatieceremonies. Hij bleef stadsdeelwethouder van Escamp. Ook was hij tijdelijk voorzitter van de Gemeenschappelijke Regeling GGD en zat hij in het Tijdelijk Bestuur ter verzelfstandiging van de Ambulancedienst Regio Haaglanden. Als lid van het College van Arbeidszaken (CvA) van de VNG zat hij in de onderhandelingsdelegatie voor de CAO voor 160.000 gemeenteambtenaren. Daarnaast was hij lid van het bestuur van de Vereniging voor Zuid-Hollandse Gemeenten, VZHG.
In 2014 werd Baldewsingh gekozen tot lijsttrekker van de PvdA in Den Haag. Ondanks het landelijk verlies van de PvdA slaagde hij erin om de PvdA in Den Haag als enige in de G4 in het bestuur van de stad te krijgen. Hij werd daarna de enige PvdA wethouder in de G4 en 2e Locoburgemeester. Hij bezette de omvangrijke portefeuille Sociale Zaken (en armoedebeleid), Werkgelegenheid, Wijkaanpak en Sport. Verdere onderdelen van zijn portefeuille waren: integratiebeeld & inburgering, mediabeleid en ICT, communicatie & juridische zaken & integriteitsbeleid, personeel en organisatie, burgerzaken en de naturlaisatieceremonies. Hij bleef ook stadsdeelwethouder in Escamp en kreeg het stadsdeelwethouderschap van Laakkwartier erbij. Daarnaast was hij voorzitter van de Arbeidsmarktregio Haaglanden, duovoorzitter/lid van het Regionaal Platform Arbeidszaken, RPA, vicevoorzitter van het College van Arbeidszaken (CvA) van de VNG ten behoeve van de CAO-onderhandelingen voor de 160.000 gemeenteambtenaren, lid van het bestuur van de Vereniging voor Zuid-Hollandse Gemeenten, VZHG en lid van de Raad van Toezicht (nu Raad van Advies) van Diversiteit in Bedrijf, een initiatief van de Stichting van de Arbeid, het overlegorgaan van de centrale organisaties van werkgevers en werknemers: Vereniging VNO-NCW/MKB Nederland, LTO-Nederland, FNV, CNV en VCP.
In 2018 haalde het afdelingsbestuur van de PvdA (ondersteund door het landelijk bestuur) hem over om zich andermaal te kandideren voor het lijsttrekkerschap. Die strijd verloor hij en in 2018 besloot hij na het uitdienen van zijn termijn als wethouder de lokale politiek in Den Haag te verlaten.

### Commissie slavernijverleden
In 2019 vroeg het Haagse College van B&W hem voorzitter te zijn van de Onafhankelijke Commissie Slavernijverleden Den Haag. De Commissie heeft onder zijn leiding advies uitgebracht over de realisatie van een slavernijmonument in de stad.

### Nationaal Coördinator
Op 15 oktober 2021 werd Baldewsingh benoemd in de functie van Nationaal Coördinator tegen Discriminatie en Racisme. Het jaar daarop bracht hij het eerste Nationaal Programma tegen Discriminatie en Racisme uit, dat werd aangeboden aan minister Bruins Slot van Binnenlandse Zaken en Koninkrijksrelaties. Vanuit zijn functie roert Baldewsingh zich herhaadelijk in het maatschappelijk debat. Volgens hem doet het dragen van religieuze uitingen door overheidsdienaren niet af aan hun professionaliteit en neutraliteit. De gedachte dat deze personen hun functie niet onpartijdig zouden kunnen uitoefenen noemde hij in 2022 "onjuist en onnodig stigmatiserend".

## Literair en taalkundig werk
Naast bestuurlijke en politieke activiteiten houdt Baldewsingh zich bezig met het standaardiseren en ontwikkelen van zijn moedertaal Sarnámi Hindustani. Deze taal die zich als Koinè op de Plantages in Suriname ontwikkelde uit onder andere de Noord-Indiase talen Bhojpuri, Awadhi en Hindustáni (Hindi/Urdu) wordt door zo'n 20% van de inwoners van Suriname gesproken als eerste of tweede taal, na het Nederlands en het Sranantongo. Wereldwijd wordt de taal door slechts 400.000 mensen gesproken. De meeste sprekers wonen in Suriname (150.000) en in Nederland (175.000). In het kader van verdere emancipatie en ontwikkeling van deze taal heeft Baldewsingh zich toegelegd op het standaardiseren van het vocabulaire en de grammatica. Hij heeft in deze taal (en ook in het Nederlands) enkele literaire (proza en poëzie) en taalkundige werken gepubliceerd. Daarnaast legde hij zich toe op het declameren van gedichten, aan storytelling en het regisseren van toneelstukken. Baldewsingh publiceert regelmatig over Sarnámi en het cultureel erfgoed. Verder schreef hij scenario's voor documentaires en televisieprogramma's en scripts voor bedrijfsfilms en voorlichtingsfilms voor maatschappelijke organisaties.
Baldewsingh debuteerde in 1984 met Stifá (Afscheid), de eerste novelle in het Sarnámi. Het boek werd goed ontvangen, beter dan de korte roman Sunwái Kahán (Nergens een toevlucht) uit 1987. Daarnaast schreef hij enkele dichtbundels, een biografie van de Afro-Surinaamse beeldend kunstenaar Ro Heilbron, korte verhalen en een reisverhaal. In 2014 debuteerde hij in het Nederlands met zijn dichtbundel Een moment van stilte en de woorden zijn leeg. Enkele van zijn gedichten zijn ook in het Engels vertaald en gepubliceerd. Hij heeft zijn gedichten ook op cd's gezet. Een paar videoclips waarin hij gedichten declameert zijn op sociale media en YouTube te zien. Op taalkundig gebied heeft hij twee idioomboeken en een taalgids gepubliceerd.

##### Boeken
- Stifá, Uitgeverij SSN, Den Haag, 1984. ISBN 9071002020
- Sunwái Kahán, Uitgeverij Surinen, Den Haag, 1987. ISBN 9071995011
- Voor wat ze werkelijk te vertellen hebben, Uitgeverij Surinen, Den Haag, 1987. ISBN 907199502X
- Portret van een Kunstarbeider / Portrait of a Labourer Artist, Rotterdam, Krosbe, 1995. ISBN 9072200055
- Man men tamanná, hawá men bawandal, Uitgeverij Surinen, Den Haag, 2002. ISBN 9071995038
- The Magic of Silence, Uitgeverij Surinen, Den Haag, 2012. ISBN 9789071995057
- Tamanná / Endless Longing, Uitgeverij Surinen, Den Haag, 2013. ISBN 9789071995064
- Man ke mauni / In de stilte van de ziel, Uitgeverij Surinen, Den Haag, 2013. ISBN 9789071995071
- Parwási, Sarnámi kawitá, Uitgeverij Surinen, Den Haag, 2013. ISBN 9789071995088
- Een moment van stilte en de woorden zijn leeg, Uitgeverij Surinen, Den Haag, 2014. ISBN 9789071995095
- Der hoi gail, chotá-chotá kaháni, Uitgeverij Surinen, Den Haag, 2016. ISBN 9789071995040
- Reeberg, Uitgeverij Surinen, Den Haag, 2017. ISBN 9789071995132
- Sarnámi woordenschat, deel I, systematische basisvocabulaire van het Sarnámi, Uitgeverij Surinen, Den Haag, 2018. ISBN 9789071995163
- Sarnámi taalgids, Uitgeverij Surinen, Den Haag, 2018. ISBN 9789071995187
- Stifá (herdruk), Uitgeverij Surinen, Den Haag, 2019. ISBN 9789071995149
- Nimoral átmá, kawitá sankalan, Uitgeverij Surinen, 2019. ISBN 9789071995194
- Sarnámi Yátrá, Uitgeverij Surinen, Den Haag, 2020. ISBN 9789071995156
- Sarnámi woordenschat, deel II, systematische beisvocabulaire van het Sarnámi, Uitgeverij Surinen, Den Haag, 2020. ISBN 9789071995231

##### Cd's
Baldewsingh heeft een aantal cd's opgenomen met zijn Sarnámi gedichten (ook met Nederlandse vertaling) en een cd met zang van verzen uit het Indiase epos Ramáyan en heeft hij in het kader van de viering van de 150ste geboortedag van de  enkele van zijn gedichten op cd gezet.
- 2010 - Man ke mauni, In de stilte van de ziel, RSB, Den Haag
- 2011 - Ramáyan I & II, Sursari Sound Systems, Den Haag
- 2011 - Tides of Eternity, A Tribute to Rabindranath Tagore, Sursari Sound Systems, Den Haag
- 2013 - Yád ke swágat jiwan ke gán, Uitgeverij Surinen, Den Haag, ISBN 9789071995002
- 2013 - Parwási, Uitgeverij Surinen, Den Haag, ISBN 9789071995088
- 2014 - Cait ke tirthi, Sarnámi sonar, Uitgeverij Surinen, Den Haag
- 2017 - Bolo Sarnámi, Uitgeverij Surinen, Den Haag

##### Verhalen
- 2010 - 's-Landsboederij, in Suriname en ik, persoonlijke verhalen van bekende Surinamers over hun vaderland, John Leerdam, Noraly Beyer, Uitgeverij J.M.Meulenhoff, Amsterdam, bladzijde 234 tot 237

##### Redactioneel werk
- 2015 - De Kumbha Mela, Nectar der Onsterfelijkheid, impressie van een pelgrimstocht met Swami Veda Bharati, samen met Atem S. Ramsundersingh, Uitgeverij Surinen, Den Haag, ISBN 9789071995118
- 2017 - Sarnámi, een kleine taal met een grote opgave, samen met Naushad Boedhoe en Bris Mahabier, Uitgeverij Surinen, Den Haag, ISBN 9789071995125
- Sarnámi Sanskirti, enkele facetten van de Hindustaanse geschiedenis en cultuur in Suriname en Nederland, samen met Naushad Boedhoe en Bris Mahabier, Uitgeverij Surinen, Den Haag, ISBN 9789071995170
- 2019 - Sarnámi Sanskirti 2, enkele facetten van de Hindustaanse geschiedenis en cultuur in Suriname en Nederland, samen met Naushad Bodhoe en Bris Mahabier, Uitgeverij Surinen, Den Haag, ISBN 9789071995200
- 2020 - Apan-apan dhaplá apan-apan awáj, Uitgeverij Surinen, Den Haag, ISBN 9789071995224

## Privé
Rabin S. Baldewsingh is getrouwd. Hij heeft een passie voor literatuur, geschiedenis en films en houdt van tennis, beachvolleybal en darts.

## Onderscheiding
- Parvasi Bharatiya Samman 2014. Een onderscheiding uitgereikt door de president van India als erkenning voor zijn politieke en culturele bijdrage in de Indiase diaspora.